# Tacuary Football Club
El Tacuary Football Club es un club de Fútbol de Paraguay, con sede en el Barrio Jara de Asunción. En la primera década del siglo XXI el club llegó a la Primera División, máxima categoría del fútbol paraguayo, así mismo llegó a clasificar a copas internacionales como la Copa Libertadores de América y la Copa Sudamericana. Actualmente milita en la segunda división de paraguay, tras haber descendido en 2024.
Disputa el conocido "Clásico de Barrio Jara" contra el Club Sportivo Ameliano.

## Historia

### Orígenes
Fundado el 10 de diciembre de 1923 con el nombre de 9 de Junio, probablemente en alusión a una fecha que recordaba algún pasaje de la revolución chirifista de 1922-1923. Cuestionado por su connotación política el nombre, pasaron algunos años para refundarse con su denominación actual.
Un 21 de junio de 1932, antes de la Guerra del Chaco, se realizó la última reunión en el barrio Las Mercedes, bajo la presidencia del señor Juan de la Cruz Toñánez y se resolvió guardar los muebles y trofeos en el domicilio del señor Juan Salinas, que fueron recuperados el 13 de octubre de 1935, ya finalizada la contienda. El señor Dalmiro Frontanilla, en ese tiempo, fue designado delegado del club ante la LPF.
En la década de los años de 1940, el club se estabilizó y distinguidos ciudadanos pasaron por su directiva: el señor Clemente Molinas (primer presidente), Raimundo Gamarra, Rafael Muriel, Daniel Páez, Germán Cardozo, Luciano Gómez, Felipe Caballero Álvarez, entre otros, apuntalaron al club que tuvo su primera cancha en la esquina de Siria y Ayala Velázquez, a cien metros del actual estadio Toribio Vargas. El señor Toribio, empresario del rubro “empedrados”, donó el predio y condicionó que lleve su nombre. 
El tiempo y la laboriosidad de los dirigentes trajo mejoras. En la primera época, el vestuario visitante fue por mucho tiempo la sombra de un añoso árbol, cuando la cancha era el más temible tobogán, con los arcos orientados de este a oeste. Bajo la presidencia de don Atanasio González Cabello, se construyó la fachada de la calle Libertad, hasta hoy acceso principal del club. 
La lumínica, tribuna preferencial, cabinas de prensa y otras mejoras edilicias llegaron con dirigentes como Guillermo Vera Ferrer, doctor Armando Correa López y Lic. Néstor Espínola, entre otros. Incesantes cambios por entonces, hasta la “i” latina del Tacuari original, fue desplazada por una “y” griega creando un desacomodo fonético al que no terminamos de acostumbrarnos.

### Gerenciamiento de Francisco Ocampo
En 1994 se vinculó al club Francisco Ocampo, que bajo una reformulación le dio a Tacuary una concepción institucional actualizada, moderna y empresarial. 
El emprendimiento de Ocampo también trajo mejoras en el Toribio Vargas, como la construcción de graderías de cemento en el sector oeste, secretaría y lugar de concentración en un edificio de tres plantas. El campo de juego fue mejorado, aunque hoy usufructúa el moderno estadio Roberto Béttega en Zeballos Cué, cedido al club para cumplir con las exigencias de participación en torneos de la APF. 
El año 1994 divide la historia del club en dos capítulos: un antes y un después. Deportivamente se fortaleció y se ganó el título de Primera División B en 1999. En el 2002 se consagró campeón de la División Intermedia, y desde el 2003, por primera vez en su historia, compite con gran protagonismo en la categoría profesional. La historia se enriquece con dos participaciones en Copa Libertadores y una gira por Europa. Antes, en 1953, 1961 y 1983, había ganado títulos en la Segunda de Ascenso, tercera y última división del fútbol paraguayo en esos años.
El Torneo Clausura del año 2012 fue el último torneo que disputó en Primera División, ya que tras quedar penúltimo en la tabla de promedios se concretó la pérdida de categoría.
Finalmente en el año 2014 se concretó el fin del gerenciamiento de Francisco Ocampo, dejando al club en un estado precario tras su alejamiento.

### En las divisiones de ascenso
En el retorno del club a la División Intermedia en la temporada 2013, tuvo un rendimiento bueno, ya que terminó en el cuarto puesto a tan solo tres puntos de los puestos de ascenso.
En la temporada 2014 el club no cumplió una buena campaña y terminó en la parte baja de la tabla.
En la temporada 2015 tras el traumático alejamiento de Francisco Ocampo, al club le costó adecuarse a su nueva situación y ante la imposibilidad de jugar de local en el estadio Roberto Bettega tuvo que actuar de local en otros escenarios gran parte del campeonato, hasta que finalmente pudo habilitar el estadio Toribio Vargas, pero esto ocurrió ya en las últimas fechas. Todo esto sumó para que el club no tuviera una buena campaña y en la fecha 28, faltando dos jornadas para la conclusión del campeonato se consumó su descenso a la Primera División B (tercera división).
En la temporada 2016 de la Primera División B (tercera división), el club terminó en el 12º puesto de entre 14 participantes.
En la temporada 2017 de la Primera División B (tercera división), el club terminó en el 10.º puesto de entre 18 participantes.
En la temporada 2018 de la Primera División B (tercera división), el club logró el subcampeonato, lo que le permitió jugar el repechaje contra el club General Caballero de Juan León Mallorquín, finalmente Tacuary no pudo lograr el ascenso tras empatar el partido de ida 1-1 y perder el de vuelta por 0-2. En la Copa Paraguay el club ganó el Grupo A de la fase clasificatoria y en primera fase cayó eliminado por penales (4-5) ante el club Guaraní de la Primera División, tras haber empatado 1-1 en tiempo normal.
En la Primera División B, temporada 2019, logró el segundo puesto nuevamente, siendo el campeón el Sp. Ameliano que teniendo igual cantidad de puntos, tuvo mejor diferencia de gol, no obstante el segundo puesto le permitió a Tacuary volver a la División intermedia. Este logro se pudo llevar a cabo gracias al aporte de dirigentes como Jorge Viveros y Alejandro Schneider.
En la temporada 2021 de la División Intermedia, el club terminó en la 3.ª posición que le permitió volver a la máxima categoría del fútbol paraguayo luego de 8 años en las divisiones de ascenso.

### Regreso a la División Profesional
En su retorno a la Primera División, obtuvo malos resultados en el primer semestre, sin embargo, mejoró su rendimiento para el segundo semestre. Quedó ubicado en el 6.° lugar del acumulativo anual de la temporada 2022, que le permitió disputar la Copa Sudamericana 2023.

### Nueva relegación
En 2024, el Tacua, tras 3 temporadas compitiendo en la máxima categoría del fútbol paraguayo, volvería a caer en las divisiones de ascenso. A pesar de su victoria por la mínina diferencia ante Nacional, en la Fecha 20 del Clausura, General Caballero de Mallorquín, que también luchaba por la permanencia, concretó el descenso del conjunto de Barrio Jara tras vencer a Libertad 3 a 1. El resultado dejó al Albinegro en el último lugar de la Tabla de Promedios, sin ninguna otra posibilidad de continuar en la División de Honor. 

## Símbolos

### Evolución histórica
|           |           |           |           |           |  |
| 1923-1924 | 1925-1999 | 2000-2005 | 2006-2014 | 2015-act. |  |

### Himno
Tacuary un ave valiente hoy tu nombre quisiera honrar.

 Y al cantarte mi humilde homenaje por tu gloria quisiera cantar es tu nombre tradición por siempre en la historia no puede olvidar y al rendirte mi humilde homenaje por tu nombre hoy yo quisiera cantar levantemos bien alto el emblema.
Tacuary triunfara, triunfara.
Es tu nombre tradición por siempre en la historia no puede olvidar y al rendirte mi humilde homenaje por tu gloria quisiera cantar y si el blanco color de victoria nos sonrie a la tarde al pasar o si el negro color de derrota la tristeza nos da febrentar levantemos bien alto el emblema.
Tacuary triunfara, triunfara.

## Hinchada
Tiene cierto grupo de hinchas que siempre van a la cancha a ver al club de sus amores. Pero también tiene una hinchada denominada “La barra del tacua” cuya jefa es una señora muy fanática del club, que no falta a ningún partido, y por eso creó esta hinchada.
Bruno “Tucú” Ramírez es una figura emblemática que nació futbolísticamente en el club, con participación en la Selección Absoluta. Actualmente, Cristian Riveros, también formado en el club, es otro referente importante. 
Américo Penoni tiene en su trayectoria dos títulos de campeón como jugador (1953, 1961) y otros dos como presidente de la institución: 1999 y 2002. 
El actual presidente, Pablo Sánchez está acompañado por un reducido grupo de colaboradores. 
El nuevo siglo sorprende al Tacuary FBC, en otra dimensión. Protagonista en los torneos de la APF, no perdió su identidad con el barrio.
El Lunes 13 de diciembre de 2010 en la Fiesta de Premiaciones de la Asociación Paraguaya de Fútbol, es distinguido por la misma; con la Copa Fair Play.

## Estadio
Anteriormente oficiaba de local en el estadio denominado Roberto Bettega en honor al jugador italiano del mismo nombre. Se encontraba localizado en el barrio Zeballos Cué de Asunción. En este escenario de capacidad para 7000 personas, se desempeña como local el Club Tacuary desde que ascendió a Primera División en el año 2002.
El estadio fue demolido, en mayo de 2014 el Club anunció la venta del 100% del predio del Estadio Roberto Bettega a una empresa portuaria con el fin de saldar una importante deuda bancaria. El 18 de noviembre de 2014 se disputa el último encuentro de fútbol en este escenario entre Tacuary y Gral. Caballero con el resultado de 0-3 por la vigésimo novena fecha del torneo de la División Intermedia.
Originalmente el Club pertenece al Barrio Jara de la capital. Por esta razón, años atrás, tenía en ese mismo sitio su antiguo estadio llamado Toribio Vargas donde oficiaba como anfitrión. Este posee capacidad para 3000 espectadores, y desde la temporada 2015 de la División Intermedia volvió a oficiar de local en ese estadio.

## Uniforme
- Uniforme titular: Camiseta con un franja negra en vertical, pantalón blanco y medias blancas.
- Uniforme alternativo: Camiseta en lila completo, pantalón lila y medias lilas.

El actual proveedor de indumentarias deportivas de Tacuary FBC es Temple Sports.

### Uniforme Titular
| 2012/14 | 2014/15 | 2015/16 |

| 2016/17 | 2017/18 | 2018/19 |

| 2019/20 | 2021 | 2022 |

| 2023 | 2024 |

### Uniforme alternativo
| 2012/14 | 2014/15 | 2015/17 |

| 2017/18 | 2018/19 | 2019/20 |

| 2021 | 2022 | 2023 |

| 2024 |

### Tercer uniforme
| 2022 | 2023 | 2024 |

### Indumentaria
| Período   | Logo | Proveedor     |
| --------- | ---- | ------------- |
| 2003-2005 |      | Lotto         |
| 2006-2008 |      | Puma          |
| 2009-2014 |      | Lotto         |
| 2015-2020 |      | Saltarín Rojo |
| 2021      |      | Kyrios Sport  |
| 2022-2023 |      | Saltarín Rojo |
| 2024      |      | Temple        |

## Tacuary en competiciones Conmebol
| Año  | Competición            | Ronda                    | Rival                   | Local     | Visita | Global    |
| ---- | ---------------------- | ------------------------ | ----------------------- | --------- | ------ | --------- |
| 2005 | Copa Libertadores 2005 | Fase 1                   | Palmeiras               | 2-2       | 0-2    | 2-4       |
| 2007 | Copa Libertadores 2007 | Fase 1                   | Liga de Quito           | 1-1       | 0-3    | 1-4       |
| 2007 | Copa Sudamericana 2007 | Fase preliminar          | Danubio                 | 1-1       | 1-1    | 2-2 (1-4) |
| 2007 | Copa Sudamericana 2007 | Primera fase             | Defensor Sporting       | 1-1       | 0-3    | 1-4       |
| 2012 | Copa Sudamericana 2012 | Primera fase             | Cobreloa                | 0-1       | 2-2    | 2-3       |
| 2023 | Copa Sudamericana 2023 | Fase preliminar          | General Caballero       | 2-2 (4:2) | N/A    | 2-2 (4:2) |
| 2023 | Copa Sudamericana 2023 | Fase de grupos (Grupo C) | Bragantino              | 1-4       | 1-7    | 2-11      |
| 2023 | Copa Sudamericana 2023 | Fase de grupos (Grupo C) | Estudiantes de La Plata | 0-4       | 0-4    | 0-8       |
| 2023 | Copa Sudamericana 2023 | Fase de grupos (Grupo C) | Oriente Petrolero       | 3-1       | 3-1    | 6-2       |

## Datos del club
- Temporadas en Primera División: 12 (2003 a 2012 y 2022 a 2024).

- Mejor puesto en Primera División:

3° puesto 2004, 2006.
- Peor puesto en Primera División:

Último en el Torneo Apertura 2012.

## Torneos internacionales amistosos
| Competición   | Ediciones    |
| ------------- | ------------ |
| Copa Suat (2) | 2008 y 2012. |

## Jugadores
- Los clubes paraguayos están limitados por la APF a tener durante el partido de primera división un máximo de cinco futbolistas extranjeros.

### Jugadores destacados
- Ronald Huth (1999–2007, 2009–2011, 2012–2015): jugador emblemático campeón en las divisiones de ascenso con el club.
- Brian Montenegro (2004–2011, 2012): seleccionado paraguayo que tuvo sus inicios en el club.
- Hernán Pérez (2005–2008): seleccionado paraguayo que tuvo sus inicios en el club.

## Palmarés
Torneos Nacionales
|                         | Títulos                 | Subcampeonatos                      |  |
| ----------------------- | ----------------------- | ----------------------------------- |  |
| Segunda División (1):   | 2002.                   |                                     |  |
| Tercera División (4/6): | 1953, 1961, 1983, 1999. | 1951, 1979, 1980, 1981, 2018, 2019. |  |

Otros Torneos Nacionales
|                               | Títulos | Subcampeonatos |  |
| ----------------------------- | ------- | -------------- |  |
| Ligilla Pre-Sudamericana (1): | 2006.   |                |  |

Distinciones
|                                         | Títulos | Subcampeonatos |  |
| --------------------------------------- | ------- | -------------- |  |
| Premios Guaraní - Equipo Fair Play (1): | 2009.   |                |  |

|                     | Títulos | Subcampeonatos |  |
| ------------------- | ------- | -------------- |  |
| Copa Fair Play (1): | 2010.   |                |  |